# Asclepias curassavica
Asclepias curassavica L., 1753 è una pianta della famiglia delle Apocinacee.
È originaria dell'America tropicale, ma è stata naturalizzata in molte aree pantropicali.
Viene coltivata come pianta ornamentale e come fonte di cibo per alcune farfalle.
Le piante tipiche sono arbusti sempreverdi che crescono fino a 1 m di altezza e hanno steli di colore grigio chiaro. Come per altri membri del genere Asclepias, la linfa è lattiginosa.